# Samtgemeinde Sibbesse
La comunità amministrativa di Sibbesse (Samtgemeinde Sibbesse) si trovava nel circondario di Hildesheim nella Bassa Sassonia, in Germania.
A partire dal 1º novembre 2016 è stata sciolta, i comuni che ne facevano parte sono confluiti nel comune di Sibbesse.

## Suddivisione
Comprende 5 comuni:
1. Adenstedt
2. Almstedt
3. Eberholzen
4. Sibbesse
5. Westfeld

Il capoluogo era Sibbesse.